# Atletica leggera ai Giochi della XXIX Olimpiade
Ai Giochi della XXIX Olimpiade di Pechino nel 2008 vennero assegnati 47 titoli in gare di atletica leggera, di cui 24 maschili e 23 femminili.
- Durata del programma: dal 15 al 24 agosto 2008
- Nazioni partecipanti: 200[2]
- Numero di atleti iscritti: 2057, di cui 1084 uomini e 973 donne[2]
- Sede delle gare: Stadio nazionale di Pechino
- Programma femminile: vengono introdotti i 3000 metri siepi
- Nell'atletica maschile: 3 nuovi record mondiali, 7 nuovi record olimpici
- Nell'atletica femminile: 2 nuovi record mondiali, 5 nuovi record olimpici

## Criteri di qualificazione
| Specialità             | Uomini A | Uomini B | Donne A  | Donne B  |
| ---------------------- | -------- | -------- | -------- | -------- |
| 100 metri              | 10"21    | 10"28    | 11"32    | 11"42    |
| 200 metri              | 20"59    | 20"75    | 23"00    | 23"20    |
| 400 metri              | 45"55    | 45"95    | 51"55    | 52"35    |
| 800 metri              | 1'46"00  | 1'47"60  | 2'00"00  | 2'01"30  |
| 1 500 metri            | 3'36"60  | 3'39"00  | 4'07"00  | 4'08"00  |
| 5 000 metri            | 13'21"50 | 13'28"00 | 15'09"00 | 15'24"00 |
| 10 000 metri           | 27'50"00 | 28'10"00 | 31'45"00 | 32'20"00 |
| Maratona               | 2h15'00" | 2h18'00" | 2h37'00" | 2h42'00" |
| 100 metri hs           | -        | -        | 12"96    | 13"11    |
| 110 metri hs           | 13"55    | 13"72    | -        | -        |
| 400 metri hs           | 49"20    | 49"50    | 55"60    | 56"50    |
| 3 000 siepi            | 8'24"60  | 8'32"00  | 9'46"00  | 9'55"00  |
| 4×100 metri            | -        | -        | -        | -        |
| 4×400 metri            | -        | -        | -        | -        |
| Marcia 20 km           | 1h23'00" | 1h24'30" | 1h33'30" | 1h38'00" |
| Marcia 50 km           | 4h00'00" | 4h07'00" | -        | -        |
| Salto in lungo         | 8,20 m   | 8,05 m   | 6,72 m   | 6,60 m   |
| Salto triplo           | 17,10 m  | 16,80 m  | 14,20 m  | 14,00 m  |
| Salto in alto          | 2,30 m   | 2,27 m   | 1,95 m   | 1,91 m   |
| Salto con l'asta       | 5,70 m   | 5,55 m   | 4,45 m   | 4,30 m   |
| Getto del peso         | 20,30 m  | 19,80 m  | 18,35 m  | 17,20 m  |
| Lancio del disco       | 64,50 m  | 62,50 m  | 61,00 m  | 59,00 m  |
| Lancio del martello    | 78,50 m  | 74,00 m  | 69,50 m  | 67,00 m  |
| Lancio del giavellotto | 81,80 m  | 77,80 m  | 60,50 m  | 56,00 m  |
| Decathlon              | 8 000 p. | 7 700 p. | -        | -        |
| Eptathlon              | -        | -        | 6 000 p. | 5 800 p. |

Ogni Nazione ha un numero limite di atleti che può iscrivere per ogni singola prova. Se ha atleti in grado di qualificarsi al di sotto dei valori della Tabella "A", il numero massimo di atleti iscritti non può essere superiore a tre. Se ha atleti in grado di qualificarsi solo al di sotto dei valori della Tabella "B", allora, può essere iscritto un solo atleta.

## Partecipazione
A Pechino sono presenti nelle gare di atletica leggera 200 nazioni, il numero più alto raggiunto finora.

Le squadre più numerose sono quelle dei seguenti Paesi:
- Stati Uniti (121)
- Russia (104)
- Cina (66)
- Ucraina (66)
- Polonia (60)
- Gran Bretagna (58)
- Spagna (54)
- Germania (53)
- Francia (48)
- Bielorussia (47)
- Giamaica (45)
- Italia (45)
- Cuba (43)
- Brasile (41)
- Australia (40)

- Giappone (37)
- Kenya (37)
- Grecia (32)
- Canada (29)
- Rep. Ceca (29)
- Etiopia (27)
- Portogallo (27)
- Marocco (26)
- Sudafrica (23)
- Trinidad e Tobago (23)
- Messico (23)
- Nigeria (22)
- Ungheria (20)
- Finlandia (19)
- Kazakistan (19)

- Bahamas (18)
- Lituania (18)
- Slovacchia (18)
- Belgio (17)
- Corea del Sud (17)
- Romania (17)
- Irlanda (16)
- Bulgaria (15)
- Turchia (15)
- Colombia (14)
- India (14)
- Moldavia (14)
- Paesi Bassi (14)
- Qatar (14)

I seguenti Paesi si qualificano in tutte e quattro le staffette: Stati Uniti, Gran Bretagna, Germania, Giamaica e Polonia.

## Programma
Gli orari sono indicati nel fuso orario cinese (UTC+8)
| Data                 | Orario | Gare                            | Turno                           |
| -------------------- | ------ | ------------------------------- | ------------------------------- |
| 15 agosto mattina    | 9:00   | Heptathlon 100 m ostacoli       | Heptathlon 100 m ostacoli       |
| 15 agosto mattina    | 9:05   | Getto del peso uomini           | Qualificazioni                  |
| 15 agosto mattina    | 9:45   | 100 m uomini                    | Batterie eliminatorie           |
| 15 agosto mattina    | 10:30  | Heptathlon salto in lungo       | Heptathlon salto in lungo       |
| 15 agosto mattina    | 10:40  | Lancio del martello uomini      | Qualificazioni                  |
| 15 agosto mattina    | 11:10  | 800 m donne                     | Batterie eliminatorie           |
| 15 agosto mattina    | 12:10  | Getto del peso uomini           | Qualificazioni                  |
| 15 agosto pomeriggio | 19:00  | Heptathlon getto del peso       | Heptathlon getto del peso       |
| 15 agosto pomeriggio | 19:10  | 1.500 m uomini                  | Batterie eliminatorie           |
| 15 agosto pomeriggio | 19:45  | 100 m uomini                    | Quarti di finale                |
| 15 agosto pomeriggio | 19:55  | Lancio del disco donne          | Qualificazioni                  |
| 15 agosto pomeriggio | 20:25  | 3.000 siepi donne               | Batterie eliminatorie           |
| 15 agosto pomeriggio | 21:00  | Getto del peso uomini           | Finale                          |
| 15 agosto pomeriggio | 21:15  | Heptathlon 200 m donne          | Heptathlon 200 m donne          |
| 15 agosto pomeriggio | 21:20  | Lancio del disco donne          | Qualificazioni                  |
| 15 agosto pomeriggio | 21:40  | Salto triplo donne              | Qualificazioni                  |
| 15 agosto pomeriggio | 21:55  | 400 m ostacoli uomini           | Batterie eliminatorie           |
| 15 agosto pomeriggio | 22:45  | 10.000 m donne                  | Finale                          |
| 16 agosto mattina    | 9:00   | 20 km marcia uomini             | 20 km marcia uomini             |
| 16 agosto mattina    | 9:10   | Getto del peso donne            | Qualificazioni                  |
| 16 agosto mattina    | 9:20   | 3.000 siepi uomini              | Batterie eliminatorie           |
| 16 agosto mattina    | 9:50   | Heptathlon salto in lungo       | Heptathlon salto in lungo       |
| 16 agosto mattina    | 10:10  | Salto con l'asta donne          | Qualificazioni                  |
| 16 agosto mattina    | 10:40  | Lancio del disco uomini         | Qualificazioni                  |
| 16 agosto mattina    | 10:50  | 100 m donne                     | Batterie eliminatorie           |
| 16 agosto mattina    | 12:05  | Lancio del disco uomini         | Qualificazioni                  |
| 16 agosto mattina    | 12:10  | 400 m donne                     | Batterie eliminatorie           |
| 16 agosto pomeriggio | 19:00  | Heptathlon tiro del giavellotto | Heptathlon tiro del giavellotto |
| 16 agosto pomeriggio | 19:30  | 800 m donne                     | Semifinali                      |
| 16 agosto pomeriggio | 20:00  | Salto in lungo uomini           | Qualificazioni                  |
| 16 agosto pomeriggio | 20:05  | 100 m uomini                    | Semifinali                      |
| 16 agosto pomeriggio | 20:10  | Heptathlon tiro del giavellotto | Heptathlon tiro del giavellotto |
| 16 agosto pomeriggio | 20:35  | 100 m donne                     | Quarti di finale                |
| 16 agosto pomeriggio | 21:10  | Getto del peso donne            | Finale                          |
| 16 agosto pomeriggio | 21:15  | 400 m ostacoli uomini           | Semifinali                      |
| 16 agosto pomeriggio | 21:45  | Heptathlon 800 m                | Heptathlon 800 m                |
| 16 agosto pomeriggio | 22:30  | 100 m uomini                    | Finale                          |
| 17 agosto mattina    | 7:30   | Maratona donne                  | Maratona donne                  |
| 17 agosto pomeriggio | 19:00  | 100 m ostacoli donne            | Batterie eliminatorie           |
| 17 agosto pomeriggio | 19:10  | Lancio del martello uomini      | Finale                          |
| 17 agosto pomeriggio | 19:45  | 100 m donne                     | Semifinali                      |
| 17 agosto pomeriggio | 20:10  | 400 m ostacoli donne            | Batterie eliminatorie           |
| 17 agosto pomeriggio | 20:20  | Salto in alto uomini            | Qualificazioni                  |
| 17 agosto pomeriggio | 21:00  | 400 m donne                     | Semifinali                      |
| 17 agosto pomeriggio | 21:30  | 3.000 siepi donne               | Finale                          |
| 17 agosto pomeriggio | 21:35  | Salto triplo donne              | Finale                          |
| 17 agosto pomeriggio | 21:55  | 1.500 m uomini                  | Semifinali                      |
| 17 agosto pomeriggio | 22:25  | 100 m donne                     | Finale                          |
| 17 agosto pomeriggio | 22:45  | 10.000 m uomini                 | Finale                          |
| 18 agosto mattina    | 9:00   | 400 m uomini                    | Batterie eliminatorie           |
| 18 agosto mattina    | 9:10   | Lancio del martello donne       | Qualificazioni                  |
| 18 agosto mattina    | 10:00  | Salto triplo uomini             | Qualificazioni                  |
| 18 agosto mattina    | 10:05  | 200 m uomini                    | Batterie eliminatorie           |
| 18 agosto mattina    | 10:40  | Lancio del martello donne       | Qualificazioni                  |
| 18 agosto mattina    | 11:10  | 110 m ostacoli uomini           | Batterie eliminatorie           |
| 18 agosto pomeriggio | 19:00  | Lancio del disco donne          | Finale                          |
| 18 agosto pomeriggio | 19:20  | Salto con l'asta donne          | Finale                          |
| 18 agosto pomeriggio | 19:40  | 100 m ostacoli donne            | Semifinali                      |
| 18 agosto pomeriggio | 20:05  | 200 m uomini                    | Quarti di finale                |
| 18 agosto pomeriggio | 20:10  | Salto in lungo uomini           | Finale                          |
| 18 agosto pomeriggio | 20:45  | 400 m ostacoli donne            | Semifinali                      |
| 18 agosto pomeriggio | 21:10  | 3.000 siepi uomini              | Finale                          |
| 18 agosto pomeriggio | 21:35  | 800 m donne                     | Finale                          |
| 18 agosto pomeriggio | 22:00  | 400 m ostacoli uomini           | Finale                          |

| Data                 | Orario | Gare                           | Turno                          |
| -------------------- | ------ | ------------------------------ | ------------------------------ |
| 19 agosto mattina    | 9:00   | Tiro del giavellotto donne     | Qualificazioni                 |
| 19 agosto mattina    | 9:40   | Salto in lungo donne           | Qualificazioni                 |
| 19 agosto mattina    | 10:00  | 1.500 m donne                  | Batterie eliminatorie          |
| 19 agosto mattina    | 10:30  | Tiro del giavellotto donne     | Qualificazioni                 |
| 19 agosto mattina    | 10:40  | 200 m donne                    | Batterie eliminatorie          |
| 19 agosto pomeriggio | 19:00  | 200 m donne                    | Quarti di finale               |
| 19 agosto pomeriggio | 19:10  | Salto in alto uomini           | Finale                         |
| 19 agosto pomeriggio | 19:35  | 5.000 m donne                  | Batterie eliminatorie          |
| 19 agosto pomeriggio | 20:45  | 110 m ostacoli uomini          | Quarti di finale               |
| 19 agosto pomeriggio | 21:00  | Lancio del disco uomini        | Finale                         |
| 19 agosto pomeriggio | 21:25  | 200 m uomini                   | Semifinali                     |
| 19 agosto pomeriggio | 21:45  | 400 m uomini                   | Semifinali                     |
| 19 agosto pomeriggio | 22:10  | 400 m donne                    | Finale                         |
| 19 agosto pomeriggio | 22:30  | 100 m ostacoli donne           | Finale                         |
| 19 agosto pomeriggio | 22:50  | 1.500 m uomini                 | Finale                         |
| 20 agosto pomeriggio | 19:00  | 800 m uomini                   | Batterie eliminatorie          |
| 20 agosto pomeriggio | 19:20  | Lancio del martello donne      | Finale                         |
| 20 agosto pomeriggio | 20:15  | 5.000 m uomini                 | Batterie eliminatorie          |
| 20 agosto pomeriggio | 20:40  | Salto con l'asta uomini        | Qualificazioni                 |
| 20 agosto pomeriggio | 21:30  | 110 m ostacoli uomini          | Semifinali                     |
| 20 agosto pomeriggio | 21:55  | 200 m donne                    | Semifinali                     |
| 20 agosto pomeriggio | 22:20  | 200 m uomini                   | Finale                         |
| 20 agosto pomeriggio | 22:35  | 400 m ostacoli donne           | Finale                         |
| 21 agosto mattina    | 9:10   | 20 km marcia donne             | 20 km marcia donne             |
| 21 agosto mattina    | 9:10   | Tiro del giavellotto uomini    | Qualificazioni                 |
| 21 agosto mattina    | 9:20   | Decathlon 100 m                | Decathlon 100 m                |
| 21 agosto mattina    | 9:50   | Salto in alto donne            | Qualificazioni                 |
| 21 agosto mattina    | 10:30  | Decathlon salto in lungo       | Decathlon salto in lungo       |
| 21 agosto mattina    | 10:40  | Tiro del giavellotto uomini    | Qualificazioni                 |
| 21 agosto mattina    | 12:20  | Decathlon getto del peso       | Decathlon getto del peso       |
| 21 agosto pomeriggio | 19:00  | 1.500 m donne                  | Semifinali                     |
| 21 agosto pomeriggio | 19:10  | Decathlon salto in lungo       | Decathlon salto in lungo       |
| 21 agosto pomeriggio | 19:20  | Tiro del giavellotto donne     | Finale                         |
| 21 agosto pomeriggio | 19:30  | 200 m donne                    | Finale                         |
| 21 agosto pomeriggio | 19:50  | 800 m uomini                   | Semifinali                     |
| 21 agosto pomeriggio | 20:20  | Salto triplo uomini            | Finale                         |
| 21 agosto pomeriggio | 20:20  | Staffetta 4×100 m uomini       | Batterie eliminatorie          |
| 21 agosto pomeriggio | 20:55  | Staffetta 4×100 m donne        | Batterie eliminatorie          |
| 21 agosto pomeriggio | 21:20  | 400 m uomini                   | Finale                         |
| 21 agosto pomeriggio | 21:45  | 110 m ostacoli uomini          | Finale                         |
| 21 agosto pomeriggio | 22:00  | Decathlon 400 m                | Decathlon 400 m                |
| 22 agosto mattina    | 7:30   | 50 km marcia uomini            | 50 km marcia uomini            |
| 22 agosto mattina    | 9:00   | Decathlon 110 m ostacoli       | Decathlon 110 m ostacoli       |
| 22 agosto mattina    | 10:05  | Decathlon lancio del disco     | Decathlon lancio del disco     |
| 22 agosto mattina    | 12:55  | Decathlon salto con l'asta     | Decathlon salto con l'asta     |
| 22 agosto pomeriggio | 19:00  | Decathlon tiro del giavellotto | Decathlon tiro del giavellotto |
| 22 agosto pomeriggio | 19:20  | Salto in lungo donne           | Finale                         |
| 22 agosto pomeriggio | 19:40  | Staffetta 4×400 m donne        | Batterie eliminatorie          |
| 22 agosto pomeriggio | 19:55  | Salto con l'asta uomini        | Finale                         |
| 22 agosto pomeriggio | 20:10  | Staffetta 4×400 m uomini       | Batterie eliminatorie          |
| 22 agosto pomeriggio | 20:15  | Decathlon tiro del giavellotto | Decathlon tiro del giavellotto |
| 22 agosto pomeriggio | 20:40  | 5.000 m donne                  | Finale                         |
| 22 agosto pomeriggio | 21:15  | Staffetta 4×100 m donne        | Finale                         |
| 22 agosto pomeriggio | 21:40  | Decathlon 1.500 m              | Decathlon 1.500 m              |
| 22 agosto pomeriggio | 22:10  | Staffetta 4×100 m uomini       | Finale                         |
| 23 agosto pomeriggio | 19:10  | Tiro del giavellotto uomini    | Finale                         |
| 23 agosto pomeriggio | 19:20  | Salto in alto donne            | Finale                         |
| 23 agosto pomeriggio | 19:30  | 800 m uomini                   | Finale                         |
| 23 agosto pomeriggio | 19:50  | 1.500 m donne                  | Finale                         |
| 23 agosto pomeriggio | 20:10  | 5.000 m uomini                 | Finale                         |
| 23 agosto pomeriggio | 20:40  | Staffetta 4×400 m donne        | Finale                         |
| 23 agosto pomeriggio | 21:05  | Staffetta 4×400 m uomini       | Finale                         |
| 24 agosto mattina    | 7:30   | Maratona uomini                |                                |

## Medagliere
Il 18 novembre 2009 il CIO ha squalificato per doping Rashid Ramzi, oro nei 1.500 metri, privandolo della medaglia d'oro. L'oro è così passato al keniano Asbel Kipruto Kiprop, l'argento al neozelandese Nicholas Willis e il bronzo al francese Mehdi Baala.
Nel 2016 il Comitato olimpico internazionale ha squalificato le russe Julija Čermošanskaja e Anastasija Kapačinskaja a causa della positività accertata a sostanze proibite. Con le decisioni presa dal Cio nella staffetta 4x100 l'oro passa al Belgio, l'argento alla Nigeria e il bronzo al Brasile e nella staffetta 4x400 l'argento passa alla Giamaica e il bronzo alla Bielorussia.
Il 25 gennaio 2017 il CIO ha squalificato per doping Nesta Carter, componente della staffetta della Giamaica vincitrice dell'oro nella 4x100 maschile, privando la squadra della medaglia d'oro. L'oro è così passato a Trinidad e Tobago, l'argento al Giappone ed il bronzo al Brasile. Lo stesso giorno è stata comunicata la squalifica, sempre per doping, dell'atleta russa Tatiana Lebedeva con la conseguente riassegnazione delle due medaglie d'argento che aveva vinto nel salto in lungo e nel salto triplo.
| Posizione | Paese             |    |    |    | Totale |
| --------- | ----------------- | -- | -- | -- | ------ |
| 1         | Stati Uniti       | 7  | 9  | 8  | 24     |
| 2         | Kenya             | 6  | 4  | 6  | 16     |
| 3         | Giamaica          | 5  | 4  | 2  | 11     |
| 4         | Russia            | 5  | 1  | 4  | 10     |
| 5         | Etiopia           | 4  | 2  | 1  | 7      |
| 6         | Cuba              | 2  | 1  | 3  | 6      |
| 7         | Belgio            | 2  | 0  | 0  | 2      |
| 8         | Gran Bretagna     | 1  | 2  | 5  | 8      |
| 9         | Australia         | 1  | 2  | 1  | 4      |
| 9         | Ucraina           | 1  | 2  | 1  | 4      |
| 11        | Nuova Zelanda     | 1  | 1  | 0  | 2      |
| 11        | Norvegia          | 1  | 1  | 0  | 2      |
| 11        | Polonia           | 1  | 1  | 0  | 2      |
| 11        | Trinidad e Tobago | 1  | 1  | 0  | 2      |
| 15        | Brasile           | 1  | 0  | 2  | 3      |
| 16        | Italia            | 1  | 0  | 1  | 2      |
| 17        | Camerun           | 1  | 0  | 0  | 1      |
| 17        | Estonia           | 1  | 0  | 0  | 1      |
| 17        | Panama            | 1  | 0  | 0  | 1      |
| 17        | Portogallo        | 1  | 0  | 0  | 1      |
| 17        | Rep. Ceca         | 1  | 0  | 0  | 1      |
| 17        | Romania           | 1  | 0  | 0  | 1      |
| 17        | Slovenia          | 1  | 0  | 0  | 1      |
| 24        | Bielorussia       | 0  | 2  | 1  | 3      |
| 25        | Nigeria           | 0  | 2  | 0  | 2      |
| 26        | Cina              | 0  | 1  | 3  | 4      |
| 27        | Francia           | 0  | 1  | 2  | 3      |
| 28        | Bahamas           | 0  | 1  | 1  | 2      |
| 28        | Marocco           | 0  | 1  | 1  | 2      |
| 30        | Ecuador           | 0  | 1  | 0  | 1      |
| 30        | Sudafrica         | 0  | 1  | 0  | 1      |
| 30        | Sudan             | 0  | 1  | 0  | 1      |
| 30        | Lettonia          | 0  | 1  | 0  | 1      |
| 30        | Croazia           | 0  | 1  | 0  | 1      |
| 30        | Giappone          | 0  | 1  | 0  | 1      |
| 30        | Germania          | 0  | 0  | 1  | 1      |
| 30        | Kazakistan        | 0  | 1  | 0  | 1      |
| 38        | Canada            | 0  | 0  | 2  | 2      |
| 39        | Lituania          | 0  | 0  | 1  | 1      |
| 39        | Finlandia         | 0  | 0  | 1  | 1      |
| Totale    | Totale            | 47 | 48 | 46 | 141    |